# St. Sebastian und Laurentius (Martinsthal)

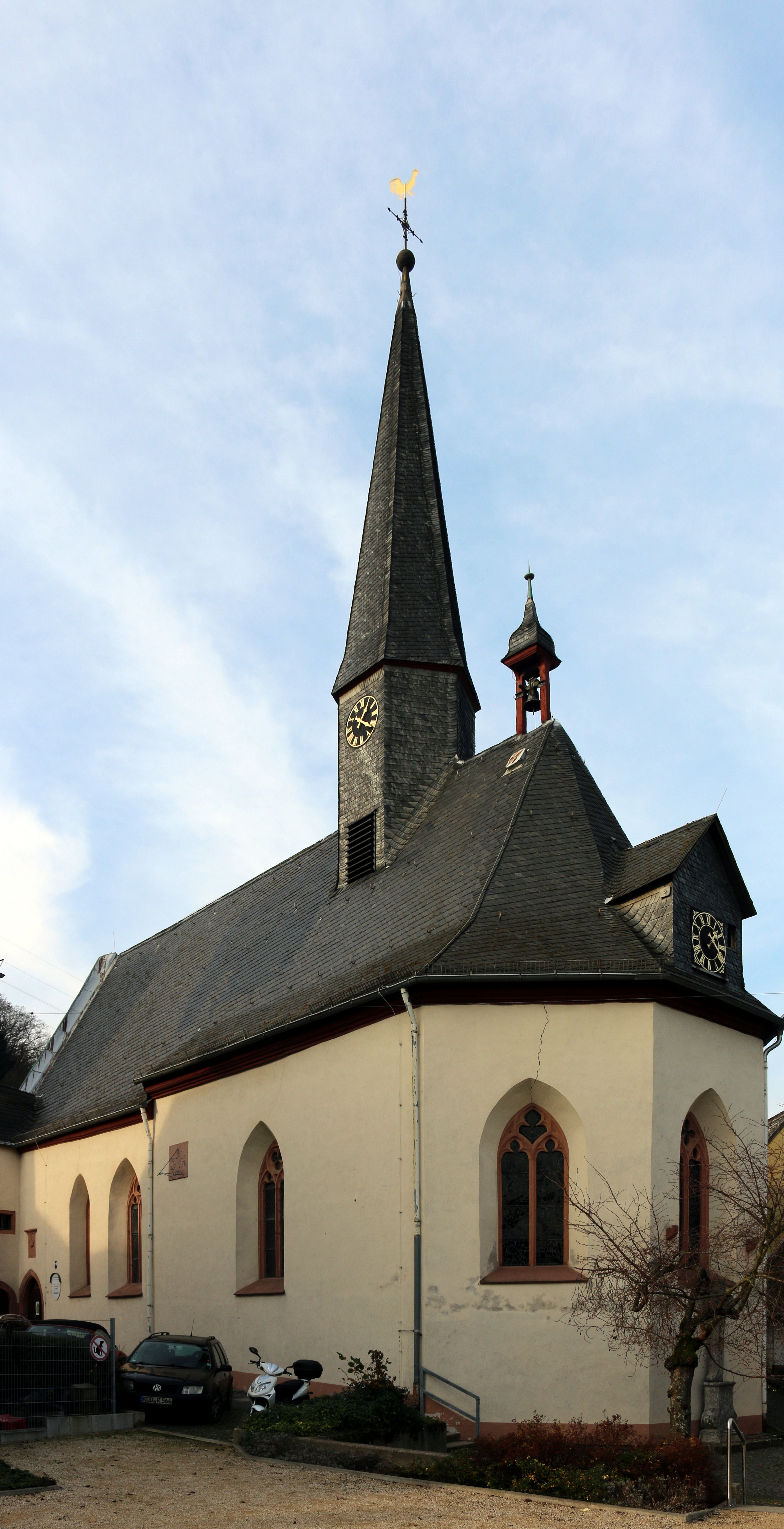
St. Sebastian und Laurentius in Martinsthal

Die Kirche St. Sebastian und Laurentius, auch Alte Kirche Martinsthal, ist die historische, ehemalige Pfarrkirche von Martinsthal, einem Stadtteil von Eltville am Rhein im Bistum Limburg in Hessen. Eine erneute Altar- und Kirchweihe der ehemals profanierten Kirche erfolgte am 25. Juni 2017 durch Weihbischof Thomas Löhr. St. Sebastian und Laurentius ist heute eine Filialkirche der Pfarrei St. Peter und Paul Rheingau, einer Pfarrei neuen Typs. Seit 2015 ist St. Peter und Paul in Eltville auch Pfarrkirche von Martinsthal.

## Geschichte
Martinsthal, das damalige Neudorf, gehörte kirchlich zunächst nach Eltville. Ab Anfang des 15. Jahrhunderts bemühte sich das Dorf, eine eigene Kirche mit eigenem Seelsorger zu erhalten. Die neu errichtete Kirche wurde 1429 geweiht, erhielt zunächst jedoch kein Taufrecht. Dieses wurde der Gemeinde 1511 mit der Errichtung eines Taufsteins gewährt. Die Einwölbung der Kirche erfolgte 1512. Ein neuer Dachreiter, der die mit 1561 bezeichnete, von Hemmerich und Gregory aus Trier gegossene Sebastians-Glocke aufnehmen sollte, machte es erforderlich, einen Chorbogen in das Gewölbe einzuziehen, um die Gewichtsbelastung für dieses abzufangen.
Nach einer Gedenktafel über dem Südportal wurde die Kirche 1717 erweitert, um ein Joch nach Westen und an der Südseite um einen Treppenturm. Erkennbar ist der Anbau an seinen kleinen, ovalen Fenstern. Als Stifter wird auf der Tafel „Jacobus Fuchs“ genannt. Für eine kleine Messglocke, die 1727 bei Georg Christoph Roth in Mainz in Auftrag gegeben wurde, wurde ein offener kleiner Dachreiter errichtet, der große wurde 1858 erneuert. Zwei weitere Glocken (Laurentius- und Muttergottesglocke), die das Geläut der Sebastians-Glocke ergänzen sollten, wurden 1771 ebenfalls von Roth gegossen. Beide wurden 1917 ein Opfer des Ersten Weltkriegs.
Im Zuge der Neogotik wurde 1905 die barocke Ausstattung, unter anderem drei Barockaltäre, entfernt. Eine Vergrößerung der Sakristei erfolgte 1932, ihr Obergeschoss wurde dabei als Orgelempore ausgebaut. 1940 musste der große Dachreiter wegen Einsturzgefahr niedergelegt werden, der heutige stammt aus dem Jahr 1948.
Nach Errichtung der neuen und größeren Pfarrkirche St. Martin 1964 auf der gegenüberliegenden Straßenseite wurde aus der nun ungenutzten Kirche die noch vorhandene Ausstattung entfernt. Zwischen 1987 und 2004 erfolgte eine Sanierung, dann wurde 2004 die Kirche profaniert und danach als Kulturkirche genutzt.
Seit dem Jahr 2015 wurde die alte Kirche für 1,4 Millionen Euro erneut saniert und ist nun wieder die Ortskirche von Martinsthal, eine Filiale der Pfarrei St. Peter und Paul Rheingau in Eltville. Die erst 50 Jahre alte, stark sanierungsbedürftige Kirche St. Martin wurde durch die rückläufige Gemeindemitgliederzahl zu groß und wurde zu Wohnzwecken umgebaut.

## Architektur
Die verputzte Saalkirche aus Bruchstein mit einem Treppenturm an der Südseite hat nach Westen einen vorgesetzten Blendgiebel. Die spitzbogigen Maßwerkfenster sind überwiegend zweibahnig. Das Dach wird von einem schlanken Dachreiter bekrönt. Daneben befindet sich über dem Chor ein offener Glockendachreiter. Eine Uhrengaube schließt das Dach nach Osten ab. Das kleine Kirchenschiff mit drei Jochen und dem einjochigen Chor mit 5/8-Schluss verfügt über ein durchgängiges Sterngewölbe, das durch den nachträglichen Einbau einer Chorwand durchschnitten wurde.

## Ausstattung
Ein Schlussstein in der Mitte ist mit 1512 bezeichnet, ein weiterer Schlussstein über dem Chor zeigt die älteste Darstellung des Martinsthaler (damals Neudorfer) Wappens, zwei gekreuzte Silberpfeile auf rotem Feld, die Attribute des Hl. Sebastians. Zwei spätgotische Sandstein-Weihwasserbecken mit Maßwerk, eine wertvolle Renaissance-Kanzel vom Ende des 16. Jahrhunderts sowie die hölzerne Westempore sind neben gotischen Bodenfliesen aus Ton die einzigen Reste der historischen Ausstattung.
Das linke sowie das rechte Chorfenster aus den 1950er Jahren stammen vom Glasmaler Walter Benner, eine Renovierung erfolgte 2015 im Derix Glasstudio in Taunusstein.
Das mittlere Chorfenster wurde 2010 von einem Martinsthaler Bürger anonym gestiftet. Der künstlerische Entwurf und die Ausführung erfolgten durch die Glaskünstler Franz und Felix Hulbert aus Eltville, die Steinmetzarbeiten durch Robert Frank Schmidt.
Ein marmorner Taufstein aus dem 18. Jahrhundert befindet sich heute wieder in der Kirche St. Sebastian und Laurentius, die Sebastians-Glocke sowie zwei weitere Glocken wurden im August 2015 aus- und wieder in die alte Kirche eingebaut. Im Januar 2017 wurden die Orgelpfeifen der Orgel von St. Martin entfernt und in eine neue Orgel eingebaut, die ihren Platz auf der Empore über der Sakristei von St. Sebastian gefunden hat. Vier um 1905 entstandene Heiligenfiguren des Eltviller Bildhauers Hans Steinlein wurden restauriert, ebenso eine Pietà aus dem 18. Jahrhundert.
Im Chor der alten Kirche wurde bei den Renovierungsarbeiten die Grablege einer unbekannten Frau mit einer Grabkrone entdeckt und geborgen. Die sterblichen Überreste von Knochen und Schädel wurden im linken Seitenaltar der Kirche wieder beigesetzt.

## Glocken
Geläutedisposition:  e′-8 – g′-7 – a′-9
| Nr. | Name      | Masse (kg) | Ø (mm) | Schlagton (16tel) | Abklingdauer (Sec.) | Klangverlauf       | Gussjahr | Glockengießer                   | Inschrift |
| 1   | Christus  | 1250       | 1230   | e1-8              | 76                  | ruhig              | 1964     | Petit & Gebr. Edelbrock         | + HERR JESSUS CHRIST DU ALLEIN SOLLST KÖNIG UNSRER HERZEN SEIN.+ (Gießerzeichen und) 1964                                                     |
| 2   | Maria     | 750        | 1019   | g1-7              | 67                  | vibrierend / ruhig | 1964     | Petit & Gebr. Edelbrock         | + MARIA HEISS ICH, GOTT PREIS ICH, DIE LEBENDEN RUF ICH, DIE TOTEN BEKLAG ICH, DEM UNWETTER WEHR ICH.+ (Gießerzeichen und) 1964               |
| 3   | Sebastian | 550        | 948    | a1-9              | 68                  | vibrierend         | 1561     | Heinrich u. Gregorius von Trier | „s. sebastianus bin ich genannt zu neudorf im ringkau wol bekannt, zu gotes ehr luden ich, heinrich und gregorius von trier gossen mich 1561“ |